# Cymatura mucorea
Cymatura mucorea là một loài bọ cánh cứng trong họ Cerambycidae.